# 1. FC Lokomotive Leipzig
1. FC Lokomotive Leipzig é uma agremiação esportiva alemã fundada em 26 de maio de 1896 e sediada em Leipzig, na Saxônia. 
Foi criada como Verein für Bewegungsspiele Leipzig, mais tarde, como VfB Leipzig, tendo sido o primeiro campeão nacional de futebol da Alemanha, em 1903, repetindo o feito em 1913 e 1916. De 1954 a 1993 a agremiação era conhecida como Lokomotive Leipzig, denominação com a qual disputou todas as edições do campeonato da Alemanha Oriental. 
Voltando a se chamar VfB Leipzig, faliu em 2003 e, no ano seguinte, foi refundado por fãs com o nome de 1. FC Lokomotive Leipzig.
Atualmente disputa a Regionalliga Nordost, equivalente a quarta divisão do futebol da Alemanha. Conquistou a vaga ao ser campeão da chave sul da NOFV-Oberliga na temporada 2015/2016.

## História

### Da fundação ao fim da Segunda Guerra Mundial

Escudo usado quando o clube se chamava VfB Leipzig.

Foi formado em 26 de maio de 1896 como seção futebolística da sociedade de ginástica Allgemeine Turnverein 1845 Leipzig. A sociedade, seja como for, teria origens um pouco mais distantes, quando em 1898, incorporou o Sport Club Sportbrüder Leipzig, formado em 1893. A união entre ambos, contudo, terminou a 2 de maio de 1900 e as duas equipes decidiram caminhar cada uma por sua própria conta.
O VfB Leipzig foi umas 86 agremiações, que em 1900, em Leipizg, fundaram a DFB, a Federação Alemã. A equipe começou muito bem a sua atividade tanto que venceu o primeiro campeonato alemão, em 1903. O adversário na final foi o DFC Prag, uma equipe alemã, de Praga, que ora pertence à República Tcheca, mas que fazia parte naquele tempo do Império Austro-Húngaro. A DFB inicialmente havia convidado a participar também as equipes "alemãs" provenientes de outras nações para que a Federação tivesse o número maior possível de membros.
O Prag chegou à final graças a algumas coincidências que não lhe fizeram jogar nenhuma partida, enquanto o VfB teve diversos empenhos. O jogo, disputado em Hamburgo, começou com uma hora e meia de atraso porque não se conseguia achar a tempo uma bola de futebol em boas condições. A equipe hóspede, o Altonaer Fußball-Club von 1893 emprestou a bola, e após onze minutos de jogo, o Prag começou em vantagem. No fim do primeiro tempo o placar já estava em 1 a 1, mas na segunda fração da partida, o VfB reagiu e venceu a partida por 7 a 2, se laureando o primeiro campeão da Alemanha, conquistando o Viktoria Meisterschaftstrophaee (troféu da vitória).
A final de 1904 contou novamente com a equipe de Leipizg na final, mas esta não foi disputada. A poucas horas do início da final, o Karlsruhe FV, time derrota na semifinal pelo Berliner SV, adversário daquela decisão contra o VfB, denunciou algumas irregularidades da precedente partida. A DFB não conseguiu resolver a controvérsia a tempo, portanto, naquela edição não houve um campeão. Seja como for, o time saxão seguiu vencendo o título, em 1906, e em 1913, chegando ainda à final em 1911 e 1914.
Após o fim da Primeira Guerra Mundial, o VfB não foi capaz de repetir os sucessos anteriores. Após a reforma do futebol alemão ocorrida, em 1933, por parte do Terceiro Reich, o time foi inserido na Gauliga Sachsen, uma das dezesseis máximas divisões do país. Obteve bons resultados na chave, mas nos play-offs, válidos pela conquista do campeonato não soube repetir a tradição, sendo sempre eliminado nas primeiras fases. Em 1937, venceu a Tschammerpokal, a atual Copa da Alemanha, batendo na final o Schalke 04, a equipe mais forte da época.

### A Era DDR
No imediato pós-guerra as autoridades aliadas ordenaram o fechamento de todas as associações, incluindo as esportivas. Os membros do clube reconstituíram a sociedade com o nome de SG Probstheida sob os auspícios dos ocupantes soviéticos. Após jogar também com os nomes de Erich Zeigner Probstheida e de BSG Einheit Ost, o clube se fundiu com o SC Rotation Leipzig em 1954.
Os jogadores das duas equipes foram depois divididos em duas outras agremiações que tinham surgido, o SC Rotation Leipzig e o SC Lokomotive. Foi nesse período que ocorreu o recorde de espectadores na Alemanha até hoje não batido. Em 9 de setembro de 1956 mais de 100 000 espectadores assistiram a disputa entre Rotation e Lokomotive. 
Em 1963, ocorreu uma segunda fusão, decidida também esta pela altas esferas políticas da nação. Os melhores jogadores das duas agremiações foram inseridos no SC Leipzig enquanto os outros foram encaminhados ao BSG Chemie, o qual de forma surpreendente, venceu o campeonato daquele ano. Em 1965, decidiu-se reformar o futebol da Alemanha Oriental, por isso, o SC Leipzig se tornou 1. FC Lokomotive Leipzig. 
Jogando sob a denominação de Lokomotive, o time foi uma das equipes mais competitivas da nação socialista. Não venceu o campeonato, mas chegou em segundo lugar em 1967, 1986 e em 1988, mas conquistou a Copa da Alemanha Oriental em 1976, 1981, 1986 e em 1988. Chegou à final em 1970, 1973 e 1977.
Além disso, ganhou uma Copa Intertoto, em 1966, e perdeu a final da Recopa, em 1987, contra o Ajax por 1 a 0.

### Da reunificação aos dias atuais

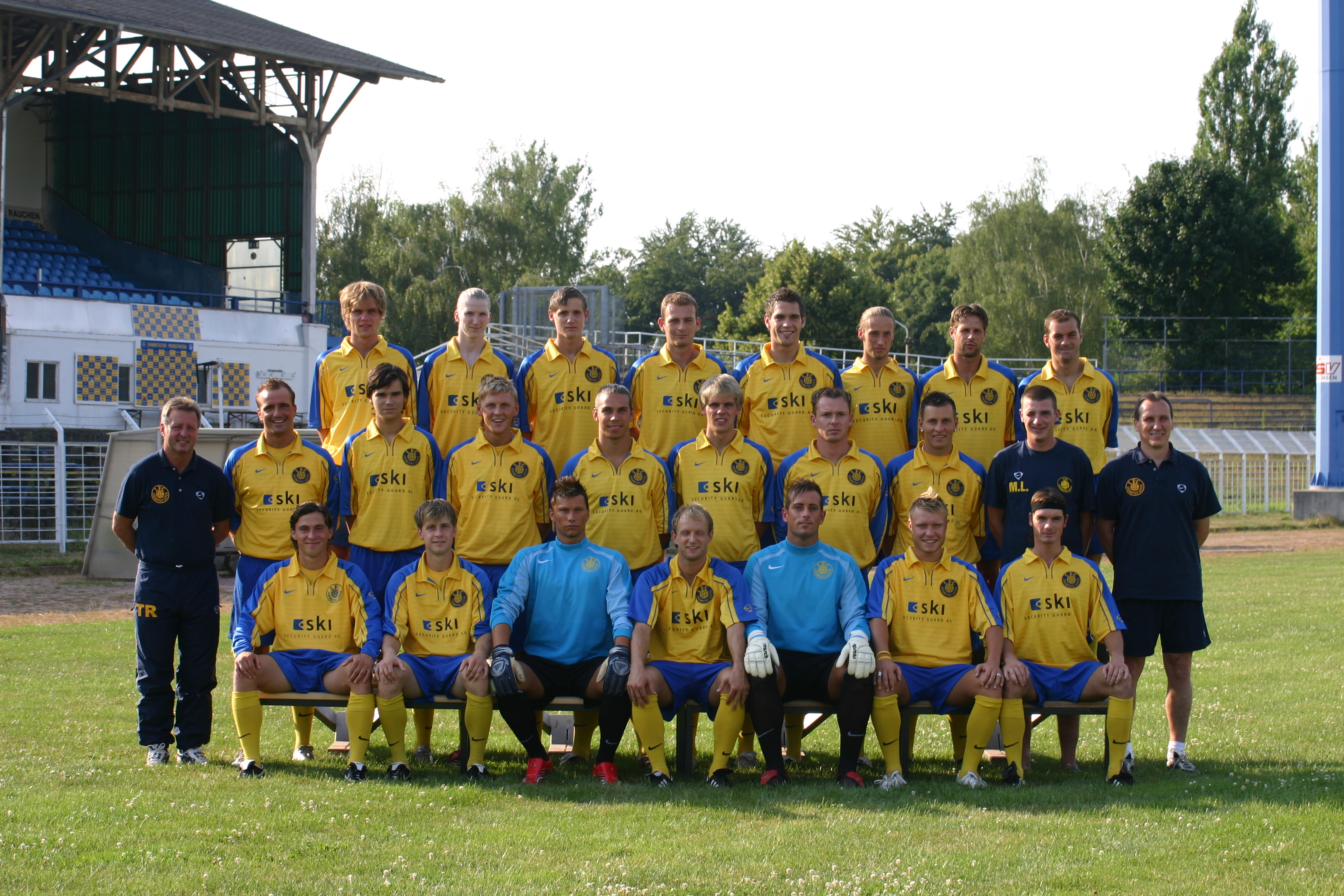
Equipe do Lokomotive Leipzig em 2006/07.

A reunificação alemã, ocorrida em 1990 levou à reunificação das duas ligas. O Lokomotive, após uma temporada medíocre, obteve somente um sétimo lugar no campeonato de transição, conseguindo se qualificar para a Zweite Bundesliga através dos play-offs.
O time, após a promoção à segunda série, retomou com o nome, o qual havia vencido três campeonatos de futebol. Isto é, VfB Leipzig. Terminou a temporada de 1993 em terceiro, garantindo o acesso à Bundesliga, mas no ano seguinte ficou em último e foi rebaixado à segunda divisão. 
Naquele momento teve início uma trajetória descendente que levou o clube à NOFV-Oberliga, em 2001. Declarando bancarrota, em 2004, a sociedade viu todos os seus resultados serem anulados e foi dissolvida. 
No mesmo ano a agremiação foi reconstituída por meio de um grupo de fãs com o nome de 1. FC Lokomotive Leipzig e V.. A recém-nascida foi obrigada a partir da décima-primeira e última série, a 3.Kreisklasse, Staffel 2, em 2004-2005. Apesar disso, continuava a receber constante suporte por parte dos torcedores. O jogo de 9 de outubro de 2004 contra a segunda equipe do 
Eintracht Großdeuben recebeu o recorde mundial de público no estádio para uma partida de última divisão. Foram 12 421 espectadores.
Graças à fusão com o SSV Torgau, a equipe pôde saltar algumas divisões, passando a jogar diretamente na Bezirksklasse Leipzig, Staffel 2 (VII), em 2005-2006. Ao vencer também esse campeonato, o clube se qualificou para atuar na Bezirskliga (VI). 
Em 2006, jogou uma partida amistosa contra o Manchester United, na qual houve empate em 4 a 4. Ao vencer a Bezirskpokal, ganhou o acesso à Landeslpokal. O time terminou também a Bezirskliga, em primeiro lugar, portanto, na temporada 2007-2008, militou na Landesliga Sachsen (V).
No término da temporada 2007-2008 o clube se classificou em segundo lugar na Landesliga Sachsen. Essa apresentação lhe permitiu de chegar aos play-offs para a promoção à NOFV-Oberliga, vencendo o FC Schömberg 95. Na primeira partida, a equipe venceu por 2 a 1 e perdeu a segunda por 1 a 0.
Foi campeão da chave sul da NOFV-Oberliga na temporada 2015/2016. Com isso, conquistou o direito de, na temporada 2016/2017, jogar a Regionalliga Nordost. Sua estreia será em casa no dia 31 de julho de 2016 contra o FC Energie Cottbus.

## Títulos

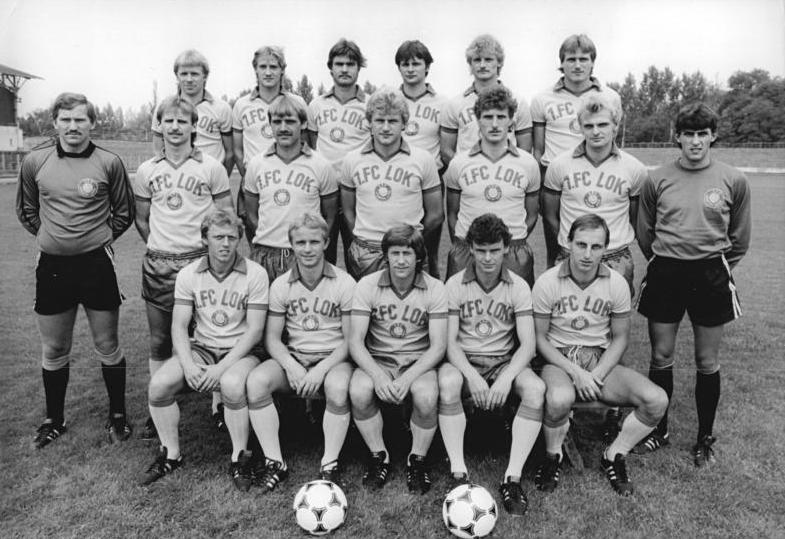
Elenco de 1983 do Lok.

- Campeonato Alemão de Futebol: 3: 1903, 1906 e 1913
- Finalista do não acabado Campeonato Alemão: 1904
- Vice-campeão da Alemanha: 1911 e 1914
- Copa da Alemanha: 1: 1936
- Copa da Alemanha Oriental: 4: 1976, 1981, 1986 e 1987
- Copa Intertoto: 1966
- Semifinalista da Taça UEFA: 1987
- Campeão da Alemanha Central: 1903, 1904, 1906, 1907, 1910, 1911, 1913, 1918, 1920, 1925, 1927, 1930, 1933, 1937, 1939
- Campeão da Saxônia: 1996 (com o time reserva)

## Recordes
O período de referência vai da refundação, a 10 de dezembro de 2003 em diante.
- Maior vitória: 11 a 0 contra o Paunsdorf Devils, em 19 de setembro de 2004. E contra o SV Althen 90 II, em 23 de abril de 2005.
- Pior derrota: 7 a 1 contra o Hertha Berlim, em amistoso disputado a 23 de maio de 2005.
- Gols assinalados em uma temporada: 81, René Heusel (2004-05).
- Gols assinalados por um só jogador: 8, Ronny Richter contra o Paunsdorf Devils, em 19 de setembro de 2004.
- Maior número de espectadores no estádio: Bruno-Plache-Stadion, 42 292 espectadores contra o Hertha Berlim, amistoso, em 23 de maio de 2005.
- Maior número de espectadores em uma partida de campeonato: Zentralstadion, 59 899 espectadores contra o Eintracht Großdeuben, em 9 de outubro de 2004.
- Tempo de invencibilidade (campeonato+copa): 67 (2004-05: 26+7, 2005-06: 29+5), 5 de setembro de 2004 - 26 de maio de 2006.